# Dulcé Sloan
Dulcé Lazaria Sloan (født 4. juli 1983 i Miami, Florida, USA) er en amerikansk stand-up komiker, skuespillerinde og forfatter. Hun er korrespondent for The Daily Show with Trevor Noah på Comedy Central.

## Karriere
Sloan begyndte med stand-up i maj 2009 efter at have være blevet opmuntret af venner, der arbejdede på Funny Farm Comedy Club. Hun vandt den 12. Annual StandUp NBC udstillingsvindue i 2015. Hun vandt 2016 Big Sky Comedy Festival i Billings, Montana. I februar 2016 var Sloan på Conan O'Briens talk show. Hun har optrådt på truTVs Comedy Knockout, @midnight with Chris Hardwick og The Steve Harvey Show. Variety udnævnte Sloan som én ud af 10 Comics to Watch 2018 ved Montréals Just for Laughs-festival. 

## Eksterne links
- Dulcé Sloan på Internet Movie Database (engelsk)